# Tsukisamu-Chūō (metropolitana di Sapporo)
Tsukisamu-Chūō (月寒中央駅?, Tsukisamu-Chūō-eki) (H13) è una stazione della metropolitana di Sapporo situata nel quartiere di Toyohira-ku, a Sapporo, Giappone, servita dalla linea Tōhō.

## Storia
La stazione è stata aperta nel 1994, facendo parte della prima estensione verso sud della linea.

## Struttura
La stazione è dotata di un mezzanino al primo piano interrato e, al piano inferiore, di un marciapiede a isola con due binari passanti al in sotterranea e così utilizzati:
| 1 | Linea Tōhō | per Fukuzumi                    |
| 2 | Linea Tōhō | per Sapporo, Ōdōri e Sakaemachi |

## Stazioni adiacenti
| «          | Servizio   | »          |
| Linea Tōhō | Linea Tōhō | Linea Tōhō |
| ---------- | ---------- | ---------- |
| Misono     | -          | Fukuzumi   |